# Jamal Ali
Jamal Ali Hamza (2 febbraio 1956) è un ex calciatore iracheno, di ruolo centrocampista.

## Carriera
Con la Nazionale irachena ha partecipato ai Mondiali 1986.